# Ildebrandino Novello
Ildebrandino VII Aldobrandeschi, meglio noto come Ildebrandino Novello (... – 1195) è stato un nobile italiano.

## Biografia
Figlio del conte Uguccione Aldobrandeschi e della contessa Gemma, non è conosciuta la data di nascita; la prima menzione è in un documento del 1152 da cui si evince che Ildebrandino era ancora minorenne. Tra la morte di Uguccione (menzionato l'ultima volta nel 1138) e il raggiungimento della maggiore età di Ildebrandino, requisito per succedere formalmente al padre come conte di Sovana, dovettero passare alcuni anni, in cui il governo della contea fu retto dalla vedova Gemma, caratterizzati da una precaria stabilità politica che videro i primi tentativi di dare vita a comunità – Montepescali nel 1147 e Grosseto nel 1151 – slegate dal dominio comitale, con l'appoggio di Siena, interessata a indebolire il potere aldobrandesco per le proprie mire espansionistiche in Maremma.
Secondo alcuni, fu proprio Ildebrandino a dare riparo nel 1155 ad Arnaldo da Brescia presso il castello di Campagnatico, anche se dovette poi desistere in seguito all'intervento di Federico I. Alleatosi con l'imperatore, è probabile che abbia ricevuto il titolo di conte palatino in occasione della dieta imperiale di San Genesio del 20 marzo 1160, quando giurò fedeltà al marchese di Toscana, il duca Guelfo I di Toscana, o comunque non più tardi del 1163. Ildebrandino strinse poi un'alleanza con la città di Pisa (1160), dopo che vi si era recato, su suggerimento della madre, per discolparsi di alcuni atti di pirateria che aveva compiuto ai danni delle navi pisane: il conte fu insignito del titolo di vessillifero e concesse alla repubblica pisana la signoria sulle coste maremmane. Tale accordo venne riconfermato nel maggio 1162.
L'anno successivo, il conte fece da accompagnatore all'arcivescovo e cancelliere Rainaldo di Dassel durante il suo viaggio in Toscana. Il 10 agosto 1164, Ildebrandino ricevette dall'imperatore Federico I la protezione imperiale e la possibilità di coniare moneta.
Combatté più volte a fianco dei Pisani nelle guerre contro Lucca e Genova, partecipando all'assedio di Agnano (1169) e di Motrone (1170); Pisa ricambiò il favore quando nel marzo 1172 favorì un'alleanza tra gli Aldobrandeschi e Firenze, e sventò una spedizione punitiva contro il conte ordita da Cristiano di Magonza in complicità con Guido Guerra e i Senesi.
Il 16 agosto 1175 venne fatto prigioniero dai Senesi, i quali lo costrinsero a sottoscrivere alcuni patti in loro favore.
Sconosciuta è la data esatta di morte: ricordato ancora nel dicembre 1193, si fa menzione in un diploma di Enrico VI del 27 aprile 1195 del passaggio dei privilegi imperiali al figlio Ildebrandino VIII.